# Cecilia Eguía Benavides
Cecilia Eguía Benavides, también conocido como Murdancia (La Plata, 2 de enero de 1954 - ), fue una estudiante de arquitectura argentina detenida desaparecida por el terrorismo de Estado en Argentina.Eguía fue secuestrada junto a su marido, y continúan desaparecidos. 

## Biografía
Nació en la Ciudad de La Plata, adonde cursó sus estudios primarios, secundarios y universitarios hasta su desaparición. Su madre era Amalia Benavides de Eguía y su padre comerciante. Trabajó en la Secretaría Electoral de la Provincia de Buenos Aires. Se casó con Santiago Sánchez Viamonte, con quien tuvo dos hijas, Verónica y Celina, quienes fueron criadas por la familia materna luego de la desaparición de sus padres.

## Estudios y militancia
Realizó sus estudios secundarios en la Escuela N°1 Mary O. Graham (Normal 1) de la ciudad de La Plata. Ingresó a la universidad en el año 1972, adonde estudió arquitectura en la Facultad de Arquitectura y Urbanismo de la Universidad Nacional de La Plata. Tanto Cecilia Eguía como su esposo, Santiago Sánchez Viamonte, militaban en el Partido Comunista Marxista Leninista de Argentina, junto con Otilio Pascua y Pablo Balut.

## Desaparición
Cecilia Eguía fue vista por última vez en el Centro Clandestino de Detención Base Naval. Su desaparición ocurrió el 24 de octubre de 1977 en su domicilio de la calle Corrientes al 2732 piso 2 departamento “D” de la Ciudad de Mar del Plata, oportunidad en que fue secuestrada, junto con su esposo Santiago Sánchez Viamonte, Otilio Pascua y Pablo Balut.La desaparición de Eguía ocasionó la condena de los imputados, información obrante en la Causa n° 4477 a cargo del Tribunal Oral Federal de Mar del Plata, el 25 de febrero de 2016.Los condenados en esta causa fueron Alfredo Manuel Arrillaga (condenado por homicidio, privación ilegítima de la libertad y tormentos), José Omar Lodigiani (privación ilegítima de la libertad y tormentos), Juan José Lombardo (homicidio, privación ilegítima de la libertad y tormentos), Julio Cesar Fulgencio Falcke (privación ilegítima de la libertad y tormentos) y Rafael Alberto Guiñazú (privación ilegítima de la libertad y tormentos).